# De Keizer van Tuktut
'De keizer van Tuktut' is het 263e stripverhaal van Jommeke. De reeks wordt getekend door Studio Jef Nys.Het album verscheen op 13 februari 2013.

## Verhaal
Het verhaal begint wanneer Jan Haring tijdens een storm op een ijsberg in de Zuidelijke IJszee twee oranje pinguïns vindt. Ze redden elkaar het leven. Jan Haring vindt hun kolonie niet en besluit ze onder te brengen bij eskimovrienden van hem die bij de Noordpool leven, de Tuktutianen. Later bezoekt hij samen met Jommeke en zijn vrienden de pinguïns. Daar blijkt dat Amorok, de mannelijke pinguïn, helderziend is. Hij wordt door de eskimo's de 'keizer van Tuktut' genoemd. Het vrouwtje kreeg de naam Niksik. Tijdens het verblijf van de vrienden ontdekt een Canadees rentenier, Herbert von Humboldt, de pinguïns. Hij is de nakomeling van een zeerover die zijn buit in een rots op het eiland van de oranje pinguïns verborg. De grot is enkel te openen via de pootafdruk van een oranje Pingu-pinguïn. Daarna verhuisde de volledige kolonie naar een ander eiland, waardoor iedereen dacht dat de pinguïns uitgestorven waren.
Herbert slaagt er uiteindelijk in Niksik te ontvoeren en later valt door omstandigheden ook Amorok in zijn handen. Met veel zoekwerk vinden Jommekes, zijn vrienden en bijgestaan door Bert, de vader van de Miekes, Amorok terug. Herbert is ondertussen met Niksik naar het schatteneiland vertrokken waar hij de schat vindt nadat Niksik de poort opent. De vrienden verjagen de kompanen van Herbert door zich te vermommen als de geest van de piraat John von Humboldt en zeewiergeesten. Ook Herbert wordt overmeesterd. Hij komt tot berouw en besluit de schat terug te schenken aan Spanje en van het eiland een nieuwe kolonie voor de oranje pinguïns te maken. 